# Безгиново
Безгиново (укр. Безгинове) — село, относится к Новоайдарскому району Луганской области Украины.
Население по переписи 2001 года составляло 201 человек. Почтовый индекс — 93505. Телефонный код — 6445. Код КОАТУУ — 4423181202.

## География
Село занимает площадь 1,61 км².
Расположено на правом берегу реки Айдар.

## Местный совет
93533, Луганская обл., Новоайдарский р-н, с. Гречишкино, ул. Центральная, 1  (укр.)

## Знаменитые уроженцы
Село является родиной советского поэта Якова Петровича Овчаренко, более известного под псевдонимом Иван Приблудный (1905—1937 гг.).

## Галерея

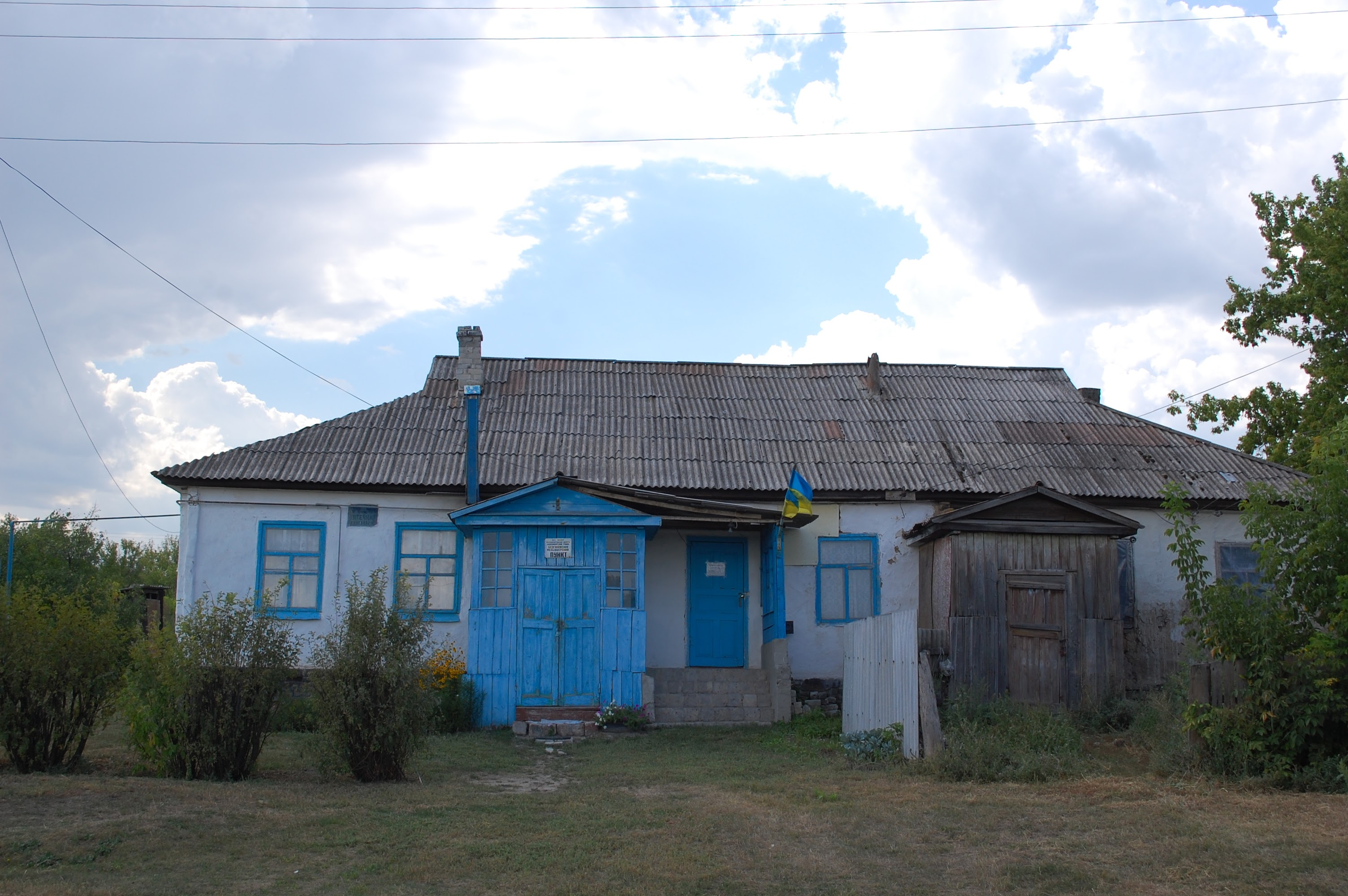
Фельдшерский пункт
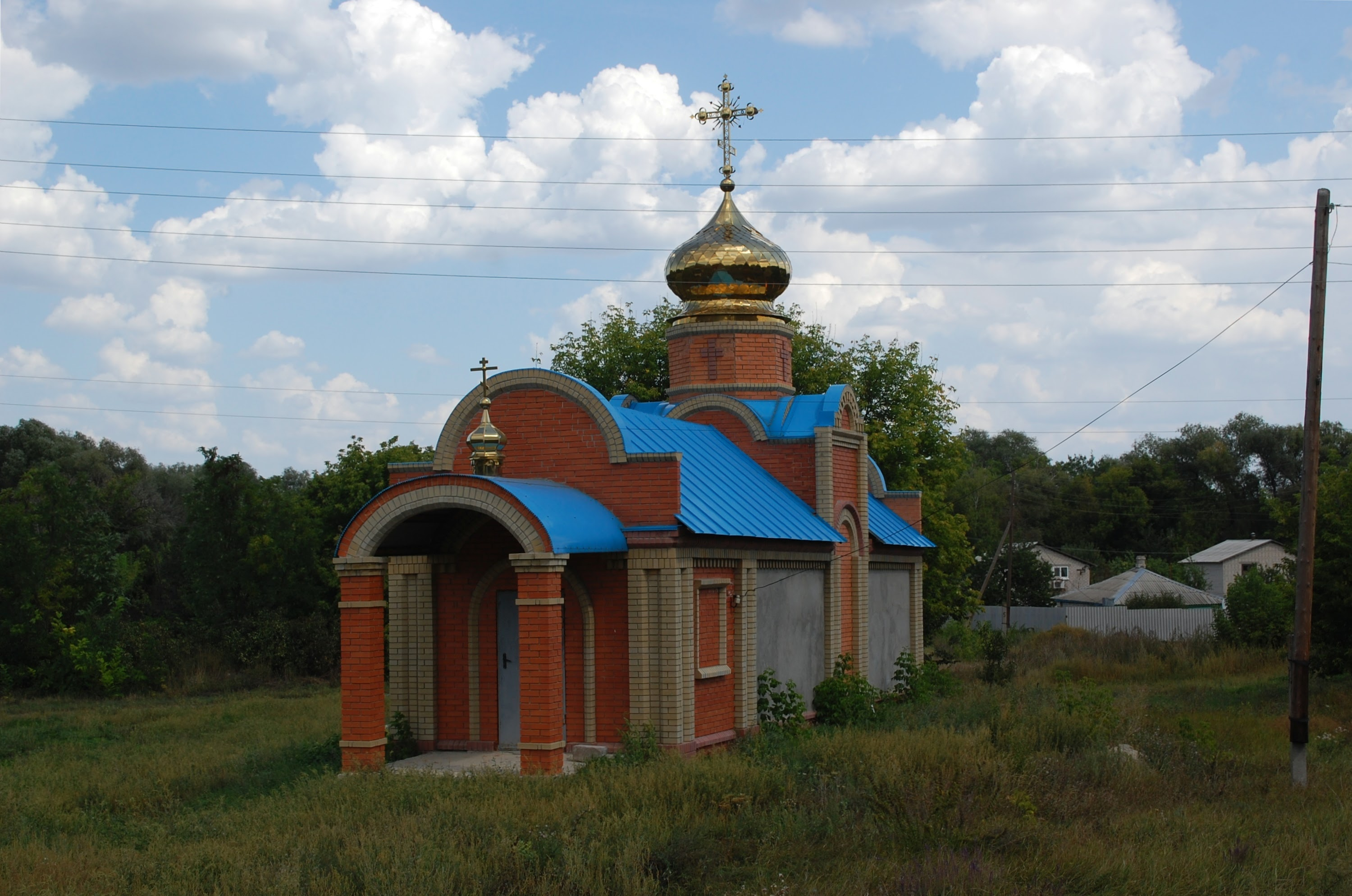
Церковь
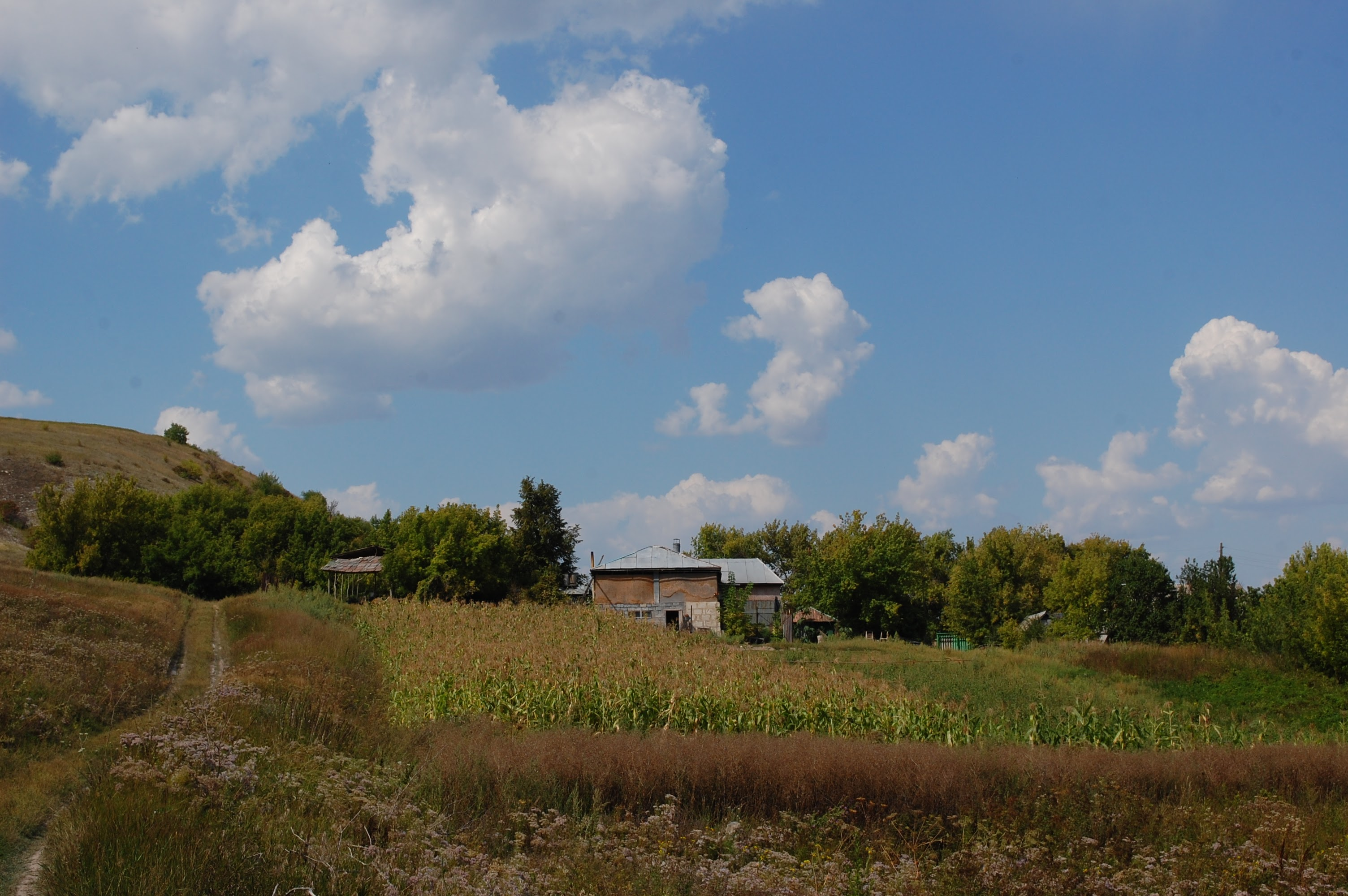
Ландшафты села
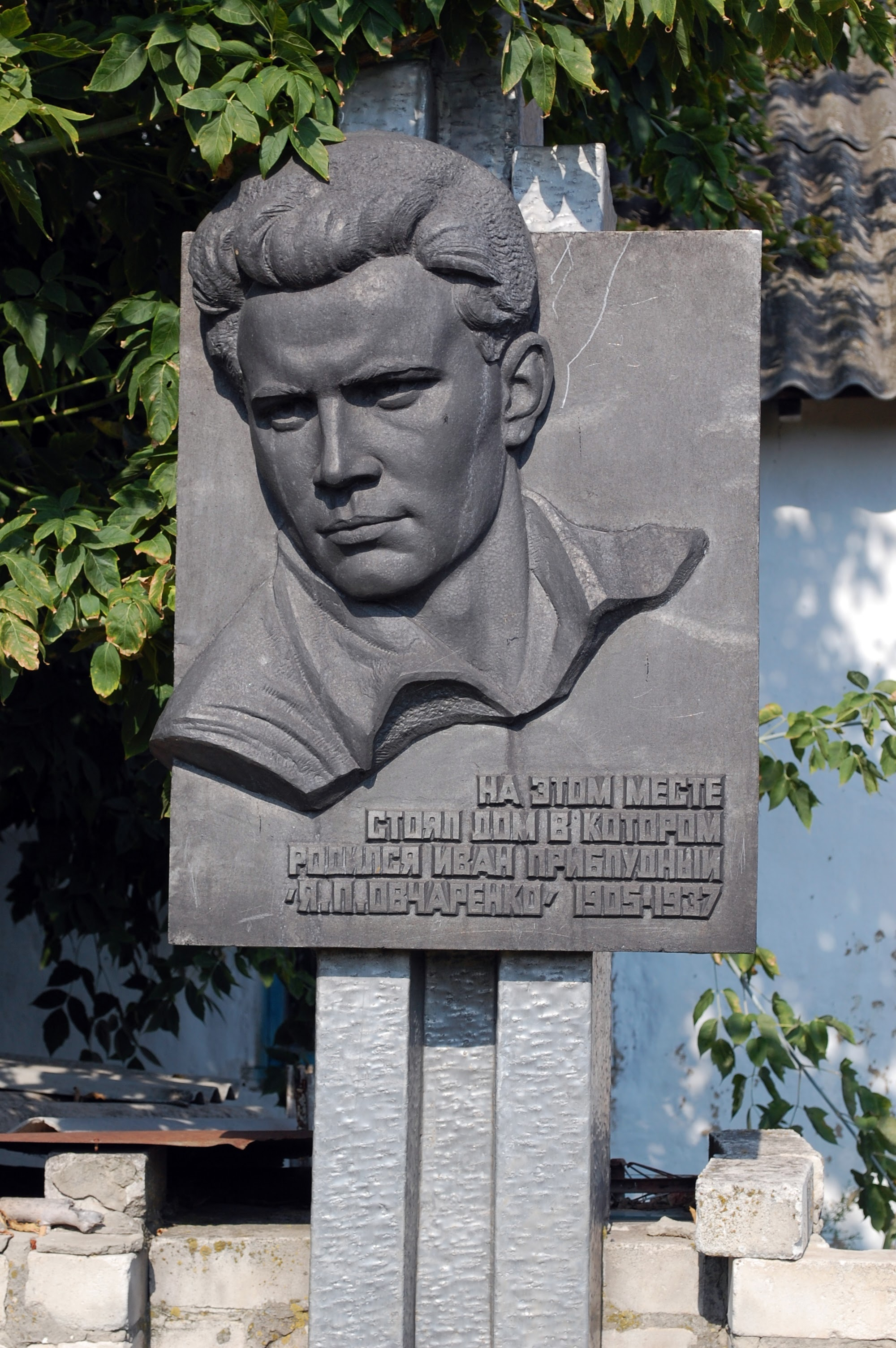
Памятный знак на месте дома, где родился поэт Иван Приблудный